# Ours Is Not a Caravan of Despair
Ours Is Not a Caravan of Despair är postrock-/indie-gruppen Final Days Societys andra album som gavs ut i april 2011 på bolaget Digital Revolt.

## Låtlista
- 60
- In This Darkness We Disappear
- Swans
- To Calm Sea
- Theory of Everything
- Aeons
- ...Beauty